# Natalla Cupranawa
Natalla Cupranawa (biał. Наталля Цупранава; ros. Наталья Цупранова, Natalja Cupranowa; ur. 28 lipca 1988) – białoruska siatkarka, reprezentantka kraju, grająca jako rozgrywająca. Obecnie występuje w Niomanie Grodno.